# Christoph Heiniger
Christoph Heiniger (* 5. Januar 1987) ist ein Schweizer Badmintonspieler. 

## Karriere
Christoph Heiniger wurde 2006 Juniorenmeister in der Schweiz. Bei den europäischen Hochschulmeisterschaften gewann er 2011 Bronze ebenso wie bei den European Universities Games 2012. Sein Heimatland repräsentierte er als Nationalspieler beim Sudirman Cup 2013 und bei der Badminton-Mannschaftseuropameisterschaft 2014.